# Mała Pjatyhirka
Mała Pjatyhirka (ukr. Мала П'ятигірка) – wieś na Ukrainie, w obwodzie żytomierskim, w rejonie berdyczowskim, w hromadzie Andruszówka. W 2001 liczyła 396 mieszkańców, spośród których 390 wskazało jako ojczysty język ukraiński, a 6 rosyjski.